# Dasà
Dasà es una localidad italiana de la provincia de Vibo Valentia, región de Calabria, con 1.236 habitantes.

## Evolución demográfica
| Gráfica de evolución demográfica de Dasà entre 1861 y 2001 |
|                                                            |
| Fuente ISTAT - elaboración gráfica de Wikipedia            |